# Баржак (Лозер)
Баржак (фр. Barjac) насеље је и општина у јужној Француској у региону Лангдок-Русијон, у департману Лозер која припада префектури Манд.
По подацима из 2011. године у општини је живело 682 становника, а густина насељености је износила 22,79 становника/km². Општина се простире на површини од 29,92 km². Налази се на средњој надморској висини од 660 метара (максималној 1 212 m, а минималној 650 m).

## Демографија
| 1962. | 1968. | 1975. | 1982. | 1990. | 1999. | 2011. |
| ----- | ----- | ----- | ----- | ----- | ----- | ----- |
| 442   | 399   | 411   | 445   | 557   | 598   | 682   |

График промене броја становника у току последњих година